# Граф Ормонд

Герб Батлерів, графів та маркізів Ормонд.

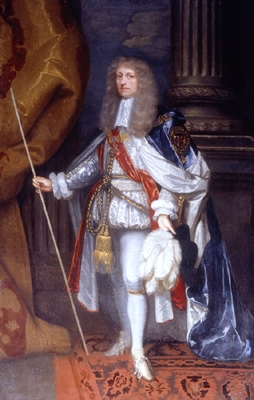
Джеймс Батлер, І герцог Ормонд.

Графи Ормонд — спадковий аристократичний титул пера Ірландії. Графство Ормонд виникло під час англо-норманського завоювання Ірландії. Англо-норманські феодали захопили частину ірландського королівства Манстер і створили на цій території графство Ормонд. Титул створювався тричі. Вперше титул був створений у 1328 році для Джеймса Баталера (біля 1305—1337) — головного виночерпія Ірландії. V граф Ормонд отримав титул графа Вілтширу (1449), став пером Англії, але в 1461 році він був позбавлений титулу. У 1528 році Пірс Патлер — VIII граф Ормонд змушений був відмовитись від свого титулу, отримавши натомість титул графа Оссорі. Титули графа Ормонда та Вілтширу отримав Томас Болейн — батько Анни Болейн, коханки короля Англії Генріха VIII Тюдора. Томас Болейн був сином Маргарет Батлер — дочки Томаса Батлера, VII графа Ормонд. Томас Болейн був дідом королеви Англії Єлизавети І Тюдор. Після ссерті Томаса Болейна і смертної кари його сина Джорджа — віконта Рочфорда, титул графа Ормонда перервався.
22 лютого 1538 року Пірс Батлер вдруге отримав титул графа Ормонда, зберігши за собою титул графа Оссорі. Джеймс Батлер — ХІІ граф Ормонд (1610—1688) отримав титули маркіза Ормонд (1642) та герцога Ормонд (1660), став пером Ірландії. У 1682 році для нього був створений титул герцога Ормонду і він став пером Англії.

## Історія графства Ормонд
Першим представником роду Батлер став Теобальд Волтер — І барон Батлер (пом. 1206). Він був сином англо-саксонського лицаря Харві Волтера та Матільди де Валоньє. Х'юберт Волтер, старший брат Теобальда був архієпископом Кентерберійським (1193—1205). Теобальд Волтер займав посаду головного каштеляна Англіх та шерифа графства Ланкашир у 1194 році. Він брав участь у поході короля Генріха ІІ Плантагенета та його сина Джона до Ірландії, де він отримав великі земельні володіння, ще не завойовані. Теобальд Волтер отримав титул головного виночерпія Ірландії та барона Батлер. Його нащадки зберегли за собою ці титули. У 1315 році для Едмунда Батлера (біля 1270—1321) — VI головного виночерпія Ірландії був створений титул графа Каррік. У 1321 році після смерті Едмунда Батлера, його старший син Джеймс Батлер (біля 1305—1337) отримав титул головного виночерпія Ірландії, але був позбавлений титулу графа Каррік. У 1328 році йому був дарований титул І графа Ормонд.
У 1661 році його нащадок Джеймс Батлер — ХІІ граф Ормонд (1610—1688) отримав титул герцога Ормонд і став пером Ірландії. Додаткові титули герцога Ормонд: граф Брекнок (1660), барон Батлер (1660), пер Англії, граф Ормонд (1328), граф Оссорі (1538), віконт Терлс (1536) — перство Ірландії. Джеймс Батлер — ІІ герцог Ормонд (1665—1745) був позбавлений титулів пера Англії, герцога Ормонда, графа Батлера, пера Шотландії, лорда Дінгоулл, але зберіг за собою титули пера Ірландії, герцога Ормонд, графа Оссорі. У 1758 році після смерті Чарльза Батлера — ІІІ герцога Ормонда, що не лишив нащадків, титули герцога Орманда і маркіза Ормонда згасли.
У 1816 році був створений титул маркіза Ормонд (перство Ірландії) для Волтера Батлера — ХІ графа Ормонд (1770—1820). Йому успадкував молодший брат Джеймс Батлер — ХІІ граф Ормонд (1777—1838), що в 1825 році отримав титул маркіза Ормонда (перство Великої Британії). У 1997 році після смерті Джеймса Батлера — VII маркіза Ормонда і XXV графа Ормонда (1899—1997), що не мав синів, титул маркіза Батлера і графа Батлера урвався.

## Барони Батлер
- Теобальд Волтер (пом. 1205/1206) — І головний виночерпій Ірландії, І барон Батлер.
- Теобальд Батлер (ле Ботіллер) (1201 — 19 июля 1230) — ІІ головний виночерпій Ірландії — ІІ барон Батлер, син попереднього.
- Теобальд Батлер (близько 1224—1248) — ІІІ головний виночерпій Ірландії — ІІІ барон Батлер, син попереднього.
- Теобальд Батлер (близько 1242 — 26 вересня 1285) — IV головний виночерпій Ірландії — IV барон Батлер, син попереднього.
- Теобальд Батлер (1269 — 14 травня 1299) — V головний виночерпій Ірландії — V барон Батлер, старший син попереднього.
- Едмунд Батлер (близько 1270 — 13 вересня 1321) — VI головний виночерпій Ірландії — VI барон Батлер, з 1315 року — граф Каррік, другий син Теобальда Батлера — IV барона Батлера. Юстиціарій Ірландії (з 1303 року).
- Джеймс Батлер (близько 1305 — 6 січня 1337) — VII головний виночерпій Ірландії, VII барон Батлер (1321—1337), з 1328 року — І граф Ормонд. Старший син попереднього.

## Графи Ормонд, перша креація (1328)
- 1328—1337: Джеймс Батлер — І граф Ормонд (близько 1305 — 6 січня 1337) — старший син Едмунда Батлера, І графа Карріка.
- 1337—1382: Джеймс Батлер — ІІ граф Ормонд (4 живтня 1331 — 18 жовтня 1382) — син попереднього.
- 1382—1405: Джеймс Батлер — ІІІ граф Ормонд (близько 1359 — 7 вересня 1405) — старший син ІІ графа Ормонда.
- 1405—1452: Джеймс Батлер — IV граф Ормонд (23 травня 1392 — 23 августа 1452), старший син попереднього.
- 1452—1461: Джеймс Батлер — V граф Ормонд (1420 — 1 травня 1461), старший син IV графа Ормонда, помер бездітним. І граф Вілтшир (1449—1461), лорд-скарбничий Англії (1445, 1458—1460).
- 1461—1476: Джон Батлер — VI граф Ормонд (1422 — 14 грудня 1476), другий син IV графа Ормонда. Помер неодруженим.
- 1476—1515: Томас Батлер VII Ормонд (близько 1426 — 3 серпня 1515), третій син IV графа Ормонда.
- 1515—1528: Пірс Батлер — VIII граф Ормонд (1467 — 26 серпня 1539) — І граф Оссорі (1528—1539) — син сера Джеймса Батлера Полестауна (пом. 1487), нащадка Джеймса Батлера — ІІІ графа Ормонда.

## Графи Ормонд, друга креація (1529)
- 1529—1539: Томас Болейн — І граф Вілтшир, І граф Ормонд (близько 1477 — 12 березня 1539) — старший син сера Вільяма Болейна Бліклінга та леді Маргарет Батлер — дочки VII графа Ормонда.

## Графи Ормонд, повернення да першої креації (1538)
- 1538—1539: Пірс Батлер — VIII граф Ормонд (1467 — 26 серпня 1539) — І граф Оссорі (1528—1539) — син сера Джеймса Батлера Полестауна (пом. 1487), нащадок Джеймса Батлера — ІІІ графа Ормонда.
- 1539—1546: Джеймс Батлер — ІХ граф Ормонд, ІІ граф Оссорі (1496 — 28 жовтня 1546), І віконт Терлс з 1536 року, син та нащадок Пірса Батлера — VIII графа Ормонда.
- 1546—1614: Томас Батлер — Х граф Ормонд, ІІІ граф Оссорі, ІІ віконт Терлс (близько 1531 — 22 листопада 1614), старший син попереднього.
- 1614—1632: Волтер Батлер — ХІ граф Ормонд, IV граф Оссорі (1569 — 24 лютого 1632), син Джона Батлера (пом. 1570), онук Джеймса Батлера — ІХ графа Ормонда.
- Томас Батлер — віконт Терлс (до 1596 — 15 грудня 1619), старший син ІХ графа Ормонда, помер за життя батька.
- 1632—1688: Джеймс Батлер, ХІІ граф Ормонд, V граф Оссорі (19 жовтня 1610 — 21 липня 1688), старший син Томаса Батлера, віконта Терлса, онук ХІ графа Ормонда. З 1661 року — герцог Ормонд.

## Герцоги Ормонд (1661, Ірландія, 1682, Англія)
- 1661—1688: Джеймс Батлер, І герцог Ормонд (19 жовтня 1610 — 21 липня 1688), старший син Томаса Батлера, віконта Терлса, онук Волтера Батлера, ХІ графа Ормонда. Також носив титули: ХІІ граф Ормонд (1634—1688), V граф Оссорі (1634—1688), І маркіз Ормонд (1642—1688), І граф Брекнок (1660—1688), І герцог Ормонд (перство Ірландія, 1661—1688), І герцог Ормонд (перство Англія, 1682—1688), лорд-лейтенант Ірландії (1643—1646, 1648—1649, 1662—1668, 1677—1685).
- Томас Батлер, віконт Терлс (близько 1632—1633), старший син І герцога Ормонд.
- Томас Батлер, граф Оссорі (8 липня 1634 — 30 липня 1680), другий син І герцога Ормонд.
- 1688—1745: Джеймс Батлер, ІІ герцог Ормонд (29 квітня 1665 — 16 листопана 1745), старший син Томаса Батлера, графа Оссорі, онук І герцога Ормонда. Носил титулы: ХІІІ граф Ормонд, VII граф Оссорі, ІІ барон Батлер. У 1715 році він був позбавлений титулів герцога Ормонда (перство Англія), барона Батлера (перство Англія) та лорда Дінгуолла (перство Шотландія), але зберіг за собою титули в перстві Ірландія. Лорд-лейтенант Ірландії (1703—1707, 1710—1713).
- 1745—1758: Чарльз Батлер, ІІІ герцог Ормонд (29 серпня 1671 — 17 грудня 1758), молодший син Томаса Батлера, графа Оссорі, брат попереднього. Носил титули: І граф Арран (1693—1758), І барон Батлер (1694—1758). Був одружений, але помер, не лишивши нащадків.

## Графи Ормонд, третя креація (1760)
- 1760—1766: Джон Батлер, XV граф Ормонд, VIII граф Оссорі (де-юре) (до 1744 — 24 червня 1766), син полковника Томаса Батлера Гаррікена (пом. 1738), нащадок Волтера Батлера, ХІ графа Ормонда.
- 1766—1783: Волтер Батлер, XVI граф Ормонд, ІХ граф Оссорі (де-юре) (10 червня 1703 — 2 червня 1783), син Джона Батлера Гаррікена, другого сина Волтера і брата полковника Томаса, онучатий племінник І герцога Ормонда.
- 1783—1795: Джон Батлер, XVII граф Ормонд, Х граф Оссорі (10 грудня 1740 — 25 грудня 1795), син і спадкоємець XVI графа Ормонда.
- 1795—1820: Волтер Батлер, XVIII граф Ормонд, ХІ граф Оссорі (5 лютого 1770 — 10 серпня 1820), старший син попереднього, з 1816 року — маркіз Ормонд.

## Маркізи Ормонд (1816)
- 1816—1820: Волтер Батлер, І маркиз Ормонд (5 лютого 1770 — 10 серпня 1820), старший син Джона Батлера, XVII графа Ормонда, носив титули: XVIII граф Ормонд, ХІ граф Оссорі (1795—1820).

## Графи Ормонд, третя креація (1820)
- 1820—1838: Уондсфорд Джеймс Батлер, ХІХ граф Ормонд, ХІІ граф Оссори (15 липня 1777 — 18 травня 1838), другий син Джона Батлера, XVII графа Ормонда, І барон Ормонд (1821—1838), І маркіз Ормонд (1825—1838).

## Маркізи Ормонд (1825)
- 1825—1838: Вондсфорд Джеймс Батлер, І маркіз Ормонд, ХІХ граф Ормонд (15 липня 1777 — 18 травня 1838), другий син Джона Батлера, XVII графа Ормонда.
- 1838—1854: Джон Батлер, ІІ маркіз Ормонд, ХХ граф Ормонд (24 серпня 1808 — 25 вересня 1854), старший син і спадкоємець попереднього.
- 1854—1919: Джеймс Едвард Вільям Батлер Теобальд, ІІІ маркіз Ормонд, ХХІ граф Ормонд (5 жовтня 1844 — 26 жовтня 1919), старший син ІІ маркіза Ормонда.
- 1919—1943: Веллінгтон Артур Джеймс Фоулі Батлера, IV маркіз Ормонд, ХХІІ граф Ормонд (23 вересня 1849 — 4 липня 1943), третій син ІІ маркіза Ормонда.
- 1943—1949: Джеймс Джордж Ансон Батлер, V маркіз Ормонд, ХХІІІ граф Ормонд (18 квітня 1890 — 21 червня 1949), старший син IV маркіза Ормонда.
- Джеймс Ентоні Батлер, віконт Терлс (1916—1940), єдингий син попереднього.
- 1949—1971: Джеймс Норман Артур Батлер, VI маркіз Ормонд, XXIV граф Ормонд (25 квітня 1893 — 17 квітня 1971), молодший син IV маркіза Ормонда.
- 1971—1997: Джеймс Х'юберт Теобальд Чарльз Батлер, VII маркіз Ормонд, XXV граф Ормонд (19 квітня 1899 — 25 жовтня 1997), молодший син преподобного Джеймса Теобальда Багота Джона Батлера (1852—1929) та леді Аннабелли Брідон Гордон. Онук Джона Батлера, ІІ маркіза Ормонда. Він був двічі одружений, мав двох дочок від першого шлюбу. Після смерті VII маркіза Ормонда, що не мав синів, титул урвався.